# قرار مجلس الأمن التابع للأمم المتحدة رقم 1582
قرار مجلس الأمن التابع للأمم المتحدة رقم 1582، الذي تم تبنيه بالإجماع في 28 يناير 2005، بعد إعادة التأكيد على جميع القرارات المتعلقة بأبخازيا وجورجيا، وخاصة القرار 1554 (2004)، مدد المجلس ولاية بعثة مراقبي الأمم المتحدة في جورجيا حتى 31 يوليو 2005.
عارضت روسيا حضور جورجيا في الاجتماع، وبالتالي لم تكن حاضرة.

## القرار

### أعمال
ورحب مجلس الأمن بالجهود السياسية المبذولة لحل الوضع، ولا سيما «المبادئ الأساسية لتوزيع الاختصاصات بين تبليسي وسوخومي» لتيسير المفاوضات بين جورجيا وأبخازيا. وأعرب عن أسفه لعدم إحراز تقدم في مفاوضات الوضع السياسي ورفض أبخازيا مناقشة الوثيقة، داعيا الجانبين كذلك إلى التغلب على انعدام الثقة المتبادل بينهما. وأعيد تأكيد موقف المجلس بشأن الانتخابات في أبخازيا، الموصوف في القرار 1255 (1999). وقد تم إدانة كافة الخروقات لاتفاق وقف إطلاق النار والفصل بين القوات. ورحب المجلس أيضا بالهدوء الذي ساد وادي كودوري وتوقيع الطرفين على بروتوكول في 2 نيسان / أبريل 2002. ولوحظت مخاوف السكان المدنيين وطُلب من الجانب الجورجي ضمان سلامة بعثة مراقبي الأمم المتحدة في جورجيا وقوات رابطة الدول المستقلة في الوادي. وشُجع على بذل المزيد من الجهود لتحسين الأمن في منطقة غالي.
وحث القرار الطرفين على تنشيط عملية السلام، بما في ذلك زيادة المشاركة في القضايا المتعلقة باللاجئين والنازحين والتعاون الاقتصادي والمسائل السياسية والأمنية. كما أعاد التأكيد على عدم مقبولية التغيرات الديموغرافية الناتجة عن الصراع. ودُعيت أبخازيا على وجه الخصوص إلى تحسين إنفاذ القانون، ومعالجة الافتقار إلى تعليم المنحدرين من أصل جورجي بلغتهم الأولى، وضمان سلامة اللاجئين العائدين.
ودعا المجلس الطرفين مرة أخرى إلى اتخاذ تدابير لتحديد المسؤولين عن إسقاط طائرة هليكوبتر تابعة للبعثة في تشرين الأول / أكتوبر 2001. وطُلب من كلا الطرفين أيضا أن ينأى بنفسه عن الخطاب العسكري والمظاهرات الداعمة للجماعات المسلحة غير الشرعية، وضمان سلامة موظفي الأمم المتحدة. وعلاوة على ذلك، كانت هناك مخاوف بشأن أمن أفراد البعثة، مع تكرار عمليات الاختطاف لأفراد حفظ السلام التابعين لبعثة مراقبي الأمم المتحدة في جورجيا ورابطة الدول المستقلة، وهو ما أدانه المجلس.
أخيرًا، طُلب من الأمين العام كوفي عنان تقديم تقرير عن الوضع في أبخازيا في غضون ثلاثة أشهر.

## روابط خارجية
- نص القرار في undocs.org